# 百乐宝

1990年代末中国大陆销售的百乐宝冰品包装

百乐宝（英語：Paddle Pop）是最初由Streets公司创建的冰品品牌，该公司现在属于英荷公司联合利华（Unilever）。百乐宝在澳大利亚、新西兰和其他一些国家销售。这种冰品用一根从底部伸出的木棍固定在手中食用。该品牌有一个吉祥物，被称为Paddle Pop狮子，或者叫Max，出现在产品包装上。
自1953年Streets公司推出以来，Paddle Pop非常受欢迎 ，其名称已经成为澳大利亚最知名的品牌之一。 它是Streets冰淇淋销量最大的产品，每年的营业额达到7000万澳元。

## 历史
在1953年面向公众推出后 ，该品牌于2004年迎来了50周年纪念，当时它是澳大利亚最知名的品牌之一。固定糖果的木棍被称为Paddle Pop棒（通常用于艺术和手工艺，也被称为冰棍棒或工艺棒）。
1960年，该品牌的吉祥物Paddle Pop狮子问世。
1999 年，Paddle Pop 在马来西亚和印度尼西亚推出，促销活动以热致变色夜光塑料棒为特色。
2005 年，出现了一款衍生产品，即乳制品零食形式的 Paddle Pop 口味。 Paddle Pops 目前在 20 个国家/地区销售， 尽管其他国家可能以Streets的Heartbrand姐妹公司Wall's和HB Ice Cream不同的品牌销售它们。
泰国动画系列《Paddle Pop Adventures》于 2005 年末首次上映。该系列共有 12 部电影，以及另外两部动画。每个部分最初都以单独的剧集形式发布，但后来被压缩成配音电影供澳大利亚观众观看。
Streets 于 2010 年将 Paddle Pop 的尺寸缩小了 15%，引起了媒体的关注。斯特里茨声称这是为了让他们更健康，但其他人则将其归因于食品通胀。 

## 品种
Paddle Pop 冰淇淋和冰块有盒装、冰淇淋桶、冰淇淋杯，通常以单一形式在商店的冷冻柜内展示。